# Maria Adriana Giusti

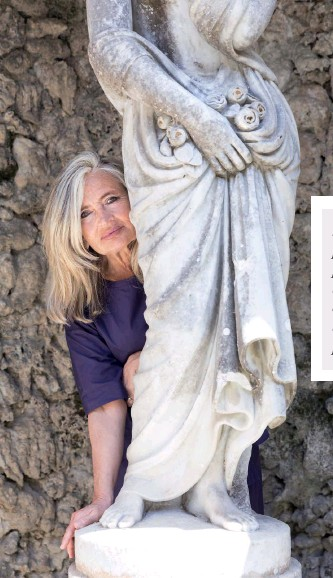
foto di Nicola Gnesi

Maria Adriana Giusti Burbatti (Vecchiano, 18 ottobre 1950) è un'architetta e storica italiana. Esperta nello studio e restauro dei giardini storici e contemporanei.

## Biografia
Laureata in architettura nel 1975 presso l'Università degli Studi di Firenze, con una tesi sperimentale sul linguaggio dell’Art Nouveau sotto la guida di Eugenio Battisti e successivamente di Marco Dezzi Bardeschi e di Marcello Fagiolo. 
già docente di Restauro al Politecnico di Torino,  Foreign Honorary Professor presso Xi’an Jaotong University (Cina),  è consigliere a vita della Fondazione Nazionali Collodi e responsabile scientifico dello storico Giardino di Villa Garzoni di Collodi.
Dal 1980 al 1998,  è architetto nel ruolo direttivo del Ministero BB.CC. presso la Soprintendenza di Pisa, dove si distingue nel campo della tutela, impedendo la cementificazione delle sponde del Fiumetto di Carrà a Forte dei Marmi.
Dal 1992 al 1998 è direttrice, poi presidente del Centro Studi Giardini Storici e Contemporanei di Pietrasanta fondato da Alessandro Tagliolini. È stata presidente l’Opera delle Mura di Lucca, promuovendo i restauri dell’Orto Botanico e il lancio di Murabilia. 
Nel 2011 ha realizzato l’Italian Garden nell’area della Xi'an Horticultural Exposition, e nel 2014 col progetto “Città di Vulcano” a Ischia ha conseguito il 1º premio di Landscape Garden Design del premio PIDA. 
Curatore di mostre e convegni in Italia e all’estero, ha prodotto oltre 300 pubblicazioni, tra monografie, saggi, articoli; ha recentemente promosso e co-curato il Convegno internazionale sul Restauro dei giardini, a 40 anni dalle Carte di Firenze (Università degli studi di Firenze in collaborazione con École Nationale Supérieure de Paysage de Versailles (ENSP) Firenze, 25-26 Novembre 2021.
I numerosi studi sulla cultura del giardino italiano ed europeo hanno contribuito a creare un settore nuovo nella storiografia del restauro, pubblicando il primo studio sistematico sul restauro dei giardini storici (2004), nell’ottica comparata col restauro architettonico. È stata la prima straniera a studiare gli archivi di architettura di Tirana; ha pubblicato progetti inediti sugli interventi italiani in Albania, aprendo un filone di studi sulla salvaguardi a del patrimonio albanese del Novecento. 
Sposata dal 2007 con lo psichiatra Guido Burbatti, vive nella campagna di Pietrasanta, a Villa Coloreda, dove promuove iniziative legate allo sviluppo e tutela dell'Architettura, dei Giardini e del   Paesaggio. 

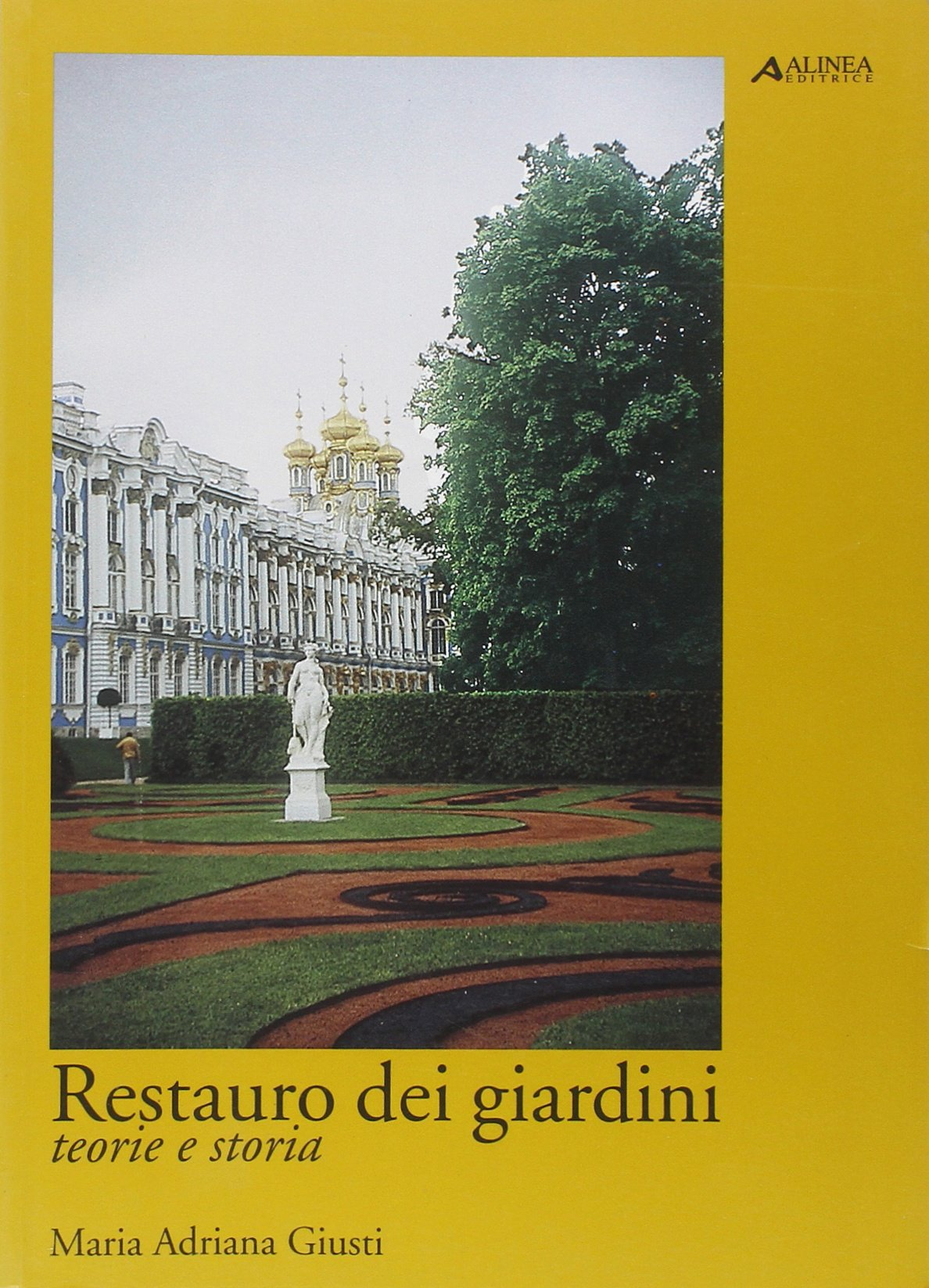
Copertina del libro "Restauro dei giardini. Teorie e storia", 2004

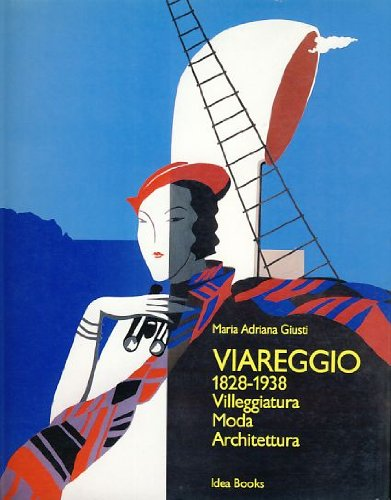
Copertina del libro "Viareggio 1828-1938: villeggiatura, moda, architettura", 1989.

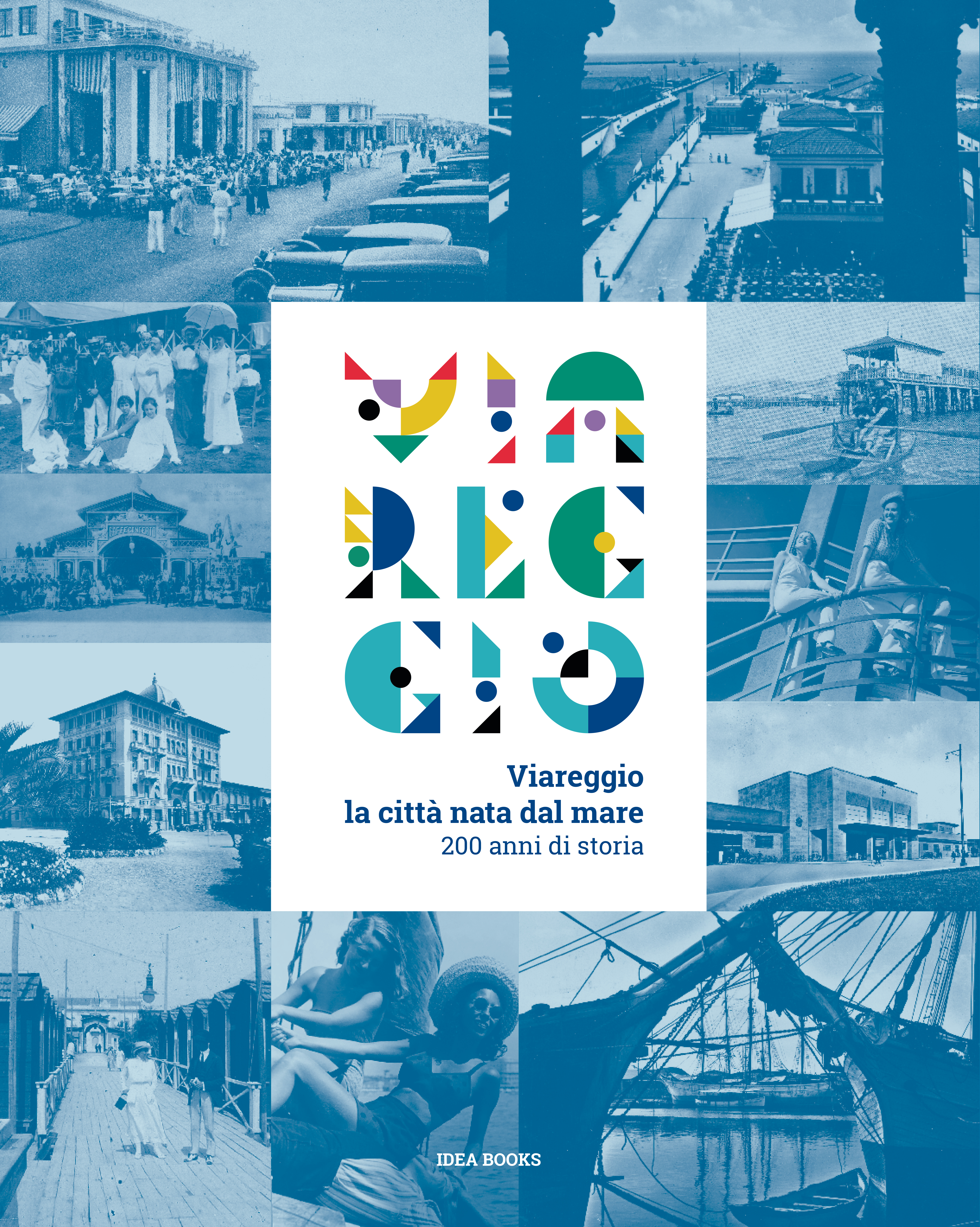
Copertina del libro "Viareggio. la città nata dal mare. 200 anni di storia", 2020.

## Libri principali
•M.A.Giusti (con S.Caccia e C.Santini, a cura di), 1981-2021 GIARDINI STORICI: Esperienze, Ricerca, Prospettive A 40 Anni Dalla Carta Di Firenze, 2 voll. University Press Firenze 2021
M.A.Giusti (a cura di), Viareggio. la città nata dal mare. 200 anni di storia, Idea Books; Viareggio 2020
•	M.A.Giusti, Giardini lucchesi. Il teatro della natura tra città e campagna, Publied, Lucca 2017 (trad.in francese e inglese)
•	M.A. Giusti, Ville lucchesi. Le delizie della campagna. PubliEd, Lucca 2015  (trad. francese,inglese,tedesco)
•	M.A. Giusti Art et Dictature au XXe siècle, Philippe Sers (Préface),Place des Victoires Paris 2014
•	M.A.Giusti Burbatti, Naturalmente giardino, Il verziere di Montalto Dora,  Pendragon,Bologna 2013
•	M.A. Giusti, Materials and symbols. Garden vs Landscape. ETS, Pisa 2010
•	M.A.Giusti (con E.Romeo),  Paesaggi culturali. Cultural landscapes,  Aracne editrice S.r.l, Roma 2010
•	M.A. Giusti (a cura di) Shekulli 20th Century. Italian architecture in Albania / Shekulli XX secolo. Architettura italiana in Albania, ETS, Pisa, 2009
•	M.A. Giusti (con P.Cavagnero, R. Revelli),Scienza idraulica e restauro dei giardini. Celid, Torino 2009
•	M.A. Giusti, Architettura italiana in Albania nel secondo ventennio del Novecento,. Ideabooks, Viareggio 2005
•	M.A. Giusti, Restauro dei giardini: teorie e storia. Alinea, Firenze 2004
•	M.A. Giusti, con V. Cazzato, M. Fagiolo, a cura di,  Atlante delle grotte e dei ninfei in Italia. 2 voll. Electa, Milano,2001-2002
•	M.A. Giusti (con M.Fagiolo),Lo specchio del Paradiso III vol. Il giardino e il sacro dall'Antico all' Ottocento. Silvana, Milano, 1998
M.A. Giusti (con M.Fagiolo e V.Cazzato),Lo specchio del Paradiso II vol. Il giardino e il teatro dall’Antico al Novecento, Silvana, Milano 1997
•	M.A. Giusti (con M. Fagiolo), Lo specchio del Paradiso I vol. L'immagine del giardino dall'Antico al Novecento. Silvana, MILANO, 1996
•	M.A. Giusti,Villa Paolina a Viareggio e le dimore napoleoniche nel principato di Lucca. Pacini- Fazzi, Lucca 1996
•	M.A. Giusti (a cura di) Le età del Liberty in Toscana. Octavo - Franco Cantini Editore, Firenze, 1996
•	M.A. Giusti (con A. Tagliolini),a cura di, Il giardino delle Muse. Arte e artifici nel barocco europeo (Atti del IV colloquio internazionale del Centro di studi giardini storici e contemporanei di Pietrasanta Ediifir, Firenze 1995
•	M.A. Giusti. (con V. Cazzato, M.Fagiolo), Teatri di verzura. La scena del giardino dal Barocco al Novecento. Edifir, Firenze 1993
•	M.A. Giusti, I giardini dei monaci. Pacini Fazzi, Lucca 1991
•	M.A. Giusti,  Ville segrete a Forte dei Marmi. Electa, Milano 1990